# Vogal anterior semiaberta arredondada
A vogal anterior semiaberta arredondada é um tipo de som vocálico usado em algumas línguas, o símbolo usado no Alfabeto Fonético Internacional para representar este som é ⟨œ⟩, uma ligatura das letras o e e. Não se deve confundi-la com a ligatura maiúscula Œ, usada para representar a vogal anterior aberta arredondada. É representada no X-SAMPA como ⟨9⟩.

## Características
- É uma vogal anterior porque  sua articulação se situa na parte mais à frente da boca possível sem formar uma constrição que a classificaria como consoante.
- É uma vogal semiaberta porque a língua é posicionada a dois terços do percurso entre entre uma vogal aberta e uma vogal média.
- É uma vogal arredondada porque os lábios são arredondados e a sua superfície interior, exposta.

## Ocorrências
| Idioma      | Palavra  | AFI       | Significado | Notas                                 |
| ----------- | -------- | --------- | ----------- | ------------------------------------- |
| Alemão      | Hölle    | [ˈhœ̞̈lə]   | inferno     | Centralizada. Ver fonologia do alemão |
| Azeri       | öküz     | [œˈcyz]   | boi         |                                       |
| Dinamarquês | høne     | [ˈhœːnə]] | galinha     |                                       |
| Feroês      | løgdu    | [lœdːʊ]   | postos      |                                       |
| Francês     | jeune    | [ʒœn]     | jovem       | Ver fonologia do francês.             |
| Islandês    | þö       | [θœ]      | entretanto  | Ver fonologia do islandês             |
| Mandarim    | 月 (yuè) | [ɥœ˥˩]    | lua         |                                       |
| Norueguês   | øl       | [œl]      | cerveja     |                                       |